# James Dean
James Byron Dean, född 8 februari 1931 i Marion, Indiana, död 30 september 1955 nära Cholame i Kalifornien (bilolycka), var en amerikansk skådespelare. Trots sin endast fem år långa karriär är han en av de mest inflytelserika skådespelarna genom tiderna och har lämnat starkt avtryck inom film, ungdomskultur, rock'n'roll och mode. Han hade bara tre stora roller innan han dog i en bilolycka som 24-åring. 
I både Öster om Eden (1955) och Ung rebell (1955) spelade han en besviken och rebellisk tonåring, en roll som skulle göra honom till en tidlös symbol för uppror, tonårstrots och rastlösa själar. Med sin sista roll i Jätten (1956) kände sig Dean redo för mognare roller. Samtliga tre filmer är förvarade i USA:s kongressbibliotek för dess kulturella, historiska och estetiska betydelse. 
Dean var också den första manliga skådespelare att bli Oscarsnominerad postumt för Bästa manliga huvudroll i Öster om Eden. Året därpå blev han även postumt nominerad för sin roll i Jätten, vilket gör honom till den enda skådespelare att bli nominerad till två postuma Oscarsstatyetter. 

## Biografi

### Uppväxt
James Dean föddes den 8 februari 1931 i Marion i Indiana som det enda barnet till Mildred Wilson och Winton Dean. Dean hävdade att hans mor härstammade från ursprungsamerikaner och hans far hade anor ända tillbaka till Mayflower-båten. Uppgifterna har dock aldrig kunnat styrkas. Hans far var bonde vid Deans födsel men sadlade om till tandtekniker vilket ledde till att familjen 1936 flyttade till Santa Monica i Kalifornien där han fått ett arbete. Dean blev inskriven på skolan i Brentwood i Los Angeles men fick snart förflyttas till McKinley Elementary School.
När Dean var nio år, 1938 dog modern hastigt i livmodercancer, vilket tog honom hårt då han och modern hade en mycket nära relation. Enligt Michael DeAngelis, som skrivit en biografi om Dean var hon: "den enda person kapabel att förstå honom". Oförmögen att ta hand om sin son sände fadern honom för att bo hos sin farbror och faster på en gård i Fairmount i Indiana. Där uppfostrades han i ett hushåll med kväkarna. Deans far tjänstgjorde i andra världskriget och gifte senare om sig.
Dean sökte i sin ungdom i Fairmount vänskap och råd från Metodistpastorn James DeWeerd som verkar ha påverkat och lämnat stort avtryck på Dean, särskilt när det kommer till hans framtida intressen inom tjurfäktning, motorsport och teater. Flera journalister och författare har spekulerat i om hur intim deras relation var. Billy J. Harbin har påstått att deras relation var mycket intim och varade i flera år. Paul Alexander påstod 1994 att relationen var sexuell. Skådespelaren Elizabeth Taylor har sagt att Dean anförtrott sig henne och berättat om att han blivit sexuellt utnyttjad av en präst två år efter sin mors död.
I skolan, Fairmount High School var han en mönsterelev och väldigt populär bland de övriga eleverna. Han studerade drama och tävlade i retorik och offentliga tal. Dean var även en duktig idrottsman under sin skolgång och spelade både baseboll och basket. Efter att tagit studenten 1949 flyttade han tillbaka till sin far och sin styvmoder Ethel Case Dean i Kalifornien. Där började han studera juridik på Santa Monica College men skulle snabbt ångra sig och påbörja dramastudier på University of California istället. Ett beslut som gjorde hans relation till fadern ansträngd då fadern trycke på att Dean skulle ha ett riktigt yrke. Under sin tid på universitetet blev han utvald bland 350 elever att spela Prins Malcolm i en uppsättning av Macbeth. Han medverkade också i James Whitmores teatergrupp men beslutade i januari 1951 att hoppa av skolan för att eftersträva en skådespelarkarriär.

### Tidig karriär
Under sin tid på universitetet, 1950 gjorde Dean sin TV-debut i en Pepsireklam. Han hoppade därmed av skolan och fick sin första talande roll som aposteln Johannes i ett påskavsnitt av antologiserien Family Theater (1951). Inspelningen skedde på Iverson Movie Ranch i Chatsworth i Los Angeles där han också lyckades få tre små roller i filmer, som en soldat i Bajonett på! (1951), en boxningstränare i Akta dej för sjömän (1952) och en ungdom i Dollarflickan (1952). Medan han kämpade för att få roller arbetade Dean också som parkeringsbetjänt på CBS Studios parkeringsplats. Där stiftade han bekantskap med radiochefen och reklambyråägaren Rogers Brackett som erbjöd Dean hjälp och vägledning såväl som en plats att sova. Brackett öppnade dörrar i Hollywood och ordnade också Deans första Broadwayroll i pjäsen See the Jaguar (1952).

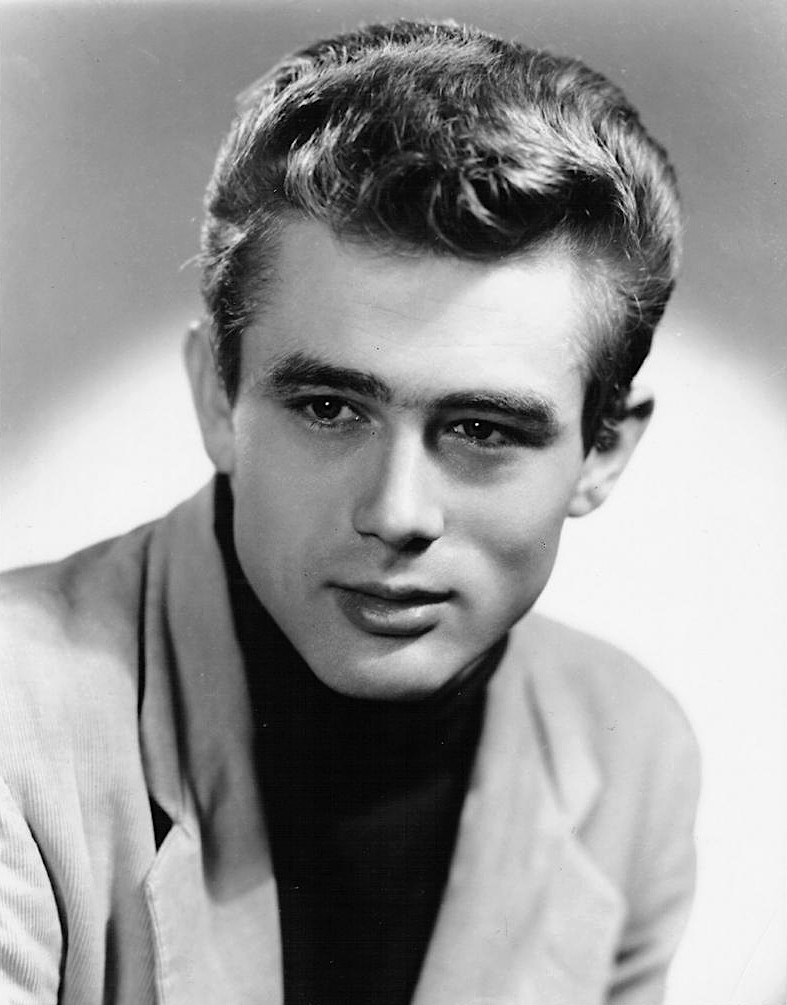
Dean som 22-åring 1953.

Dean medverkade också i Bracketts radioäventyr Alias Jane Doe under en stor del av året 1951. Väl färdig med radioteatern lydde han Bracketts och sin gamla mentor James Whitmores råd att flytta till New York. Där arbetade Dean som stunttestare för programmet Beat the Clocks olika hinderbanor. Han fick sparken för att ha utfört testerna för snabbt (och slarvigt). Han fortsatte också få roller i flera CBS-producerade serier som The Web (1952), Lux Video Theatre (1952) och Studio One (1953). Han hade även en statistroll i filmen Storstadsmarodörer (1952) bredvid Humphrey Bogart. Dean blev också antagen till Actors Studio och fick studera metodskådespeleri under Lee Strasberg.
Dean skrev hem till sin familj, stolt över sina prestationer: "den bästa skolan inom teater. Här finns helt otroliga människor som Marlon Brando, Julie Harris, Arthur Kennedy, Mildred Dunnock, Eli Wallach... väldigt få personer kommer in... Det är det bästa som kan hända en skådespelare. Och jag är en av de yngsta." Hans klasskamrat var Carroll Baker och de båda blev nära vänner. De skulle senare arbeta ihop med filmen Jätten (1956). Deans karriär tog fart, där han hade sitt mest produktiva år med 1953 och medverkade i flera TV-serier som Kraft Television Theatre (1953), The Big Story (1953), The Campbell Playhouse (1953), Robert Montgomery Presents (1953) och Danger (1953-1954). I avsnittet "Glory in the Flower" av serien Omnibus (1953) fick man för första gången se Dean som en missnöjd tonåring som senare skulle göra honom så populär med Ung rebell (1955).
Med sin roll i början av 1954, som den homosexuella nordafrikanska huspojken Bachir i Broadwaypjäsen Den omoraliske fick han flera samtal från Hollywood. För sin rolltolkning av pojken hämtad från romanen med samma namn blev han unisont kritikerrosad. Under produktionen hade han en affär med sin medspelerska Geraldine Page. Hennes dotter Angelica Page har berättat om hur hennes mor aldrig glömt Dean: "Enligt min mor så varade deras affär i tre och en halv månad. På många sätt så kom min mor aldrig över Jimmy [Dean]. Det var inte ovanligt att jag gick in i hennes loge under åren, även många år efter Deans bortgång, och hittade bilder av honom upptejpade på spegeln. Min mor glömde aldrig Jimmy – Aldrig. Jag tror de var artistiska själsfränder." Dean och Page förblev vänner ända till hans död och hon behöll flera personliga minnen från pjäsen däribland teckningar som Dean gjort.

### Öster om Eden
Under 1953 letade regissören Elia Kazan efter en djup skådespelare som kunde spela den känslomässigt komplexa karaktären Cal Trask i sin filmatisering av Öster om Eden (1955), baserad på John Steinbecks roman från 1952. Boken är en generationsroman som följer familjerna Trask och Hamilton i tre generationer från tidigt 1900-tal till första världskrigets slut. I kontrast till boken så koncentrerar sig filmen särskilt på den sista delen med ett övervägande fokus på karaktären Cal. Till en början framställs Cal som distanserad och mer känslomässigt besvärad än sin tvillingbror Aron (spelad av Richard Davalos) men utvecklas snart till en mer världsvan, känslig och med ett bättre affärssinne än brödernas froma och ständigt avvisande fader, spelad av Raymond Massey. Cal är misstänksam mot ryktet om att deras mor är död och hittar henne levande som en bordellmamma, spelad av Jo Van Fleet.

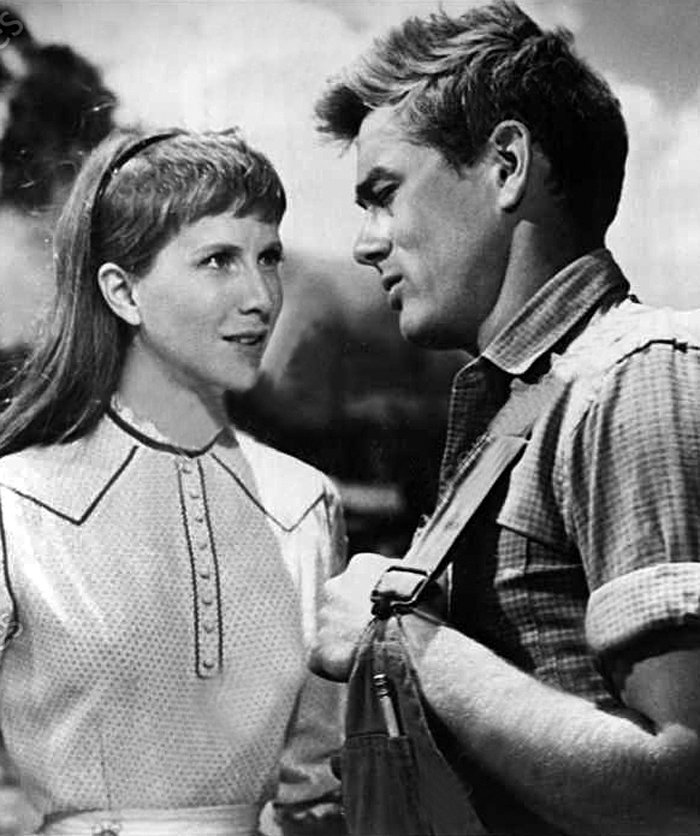
Julie Harris och Dean i Öster om Eden (1955).

Det var genom manusförfattaren Paul Osborn som nyligen sett pjäsen Den omoraliske som den då relativt okända Dean fick rollen. Regissören Kazan ville först ha Marlon Brando i rollen men avfärdade idén då han var för gammal. Istället blev det Dean och Paul Newman (som bara var ett år yngre än Brando) som gjorde testscener för att spela de båda bröderna. Dean fick sedermera rollen som Cal men Newman blev istället ersatt av Richard Davalos. John Steinbeck gillade inte alls den lynniga unga Dean men tyckte han var perfekt i rollen. Den 8 april 1954 lämnade Dean New York för Los Angeles och inspelningen.

Det mesta av Deans dialog och framträdande var improviserat inklusive dansen han utför på bönfältet. En av de mer omtalade och berömde improvisationerna i filmen är när Cals fader avböjer hans gåva på 5 000 dollar som han tjänat ihop på samma böner. Istället för att springa iväg som manuset antydde vänder sig Dean instinktivt om mot Massey och tar tag i honom med stora emotionella drag, gråtandes. Masseys äkta reaktion blev så bra att Kazan behöll tagningen. Rollen som Cal förebådade vad som komma skall med Ung rebell. Båda karaktärerna är ångestdrivna och missförstådda protagonister som desperat söker sina fäders gillande.

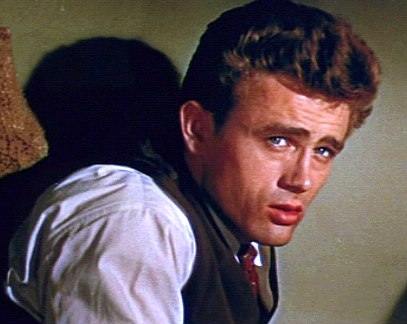
James Dean i rollen som Cal Trask i Öster om Eden (1955).

Öster om Eden var den enda film i vilken Dean hade en huvudroll som hade premiär under hans livstid. För sin insats blev han postumt nominerad till en Oscar för Bästa manliga huvudroll 1956. Den första i Oscargalans historia (Jeanne Eagels var nominerad för bästa kvinnliga huvudroll redan 1929). Sedan 2016 är filmen förvarad i USA:s kongressbibliotek för dess kulturella, historiska och estetiska betydelse. Öster om Eden fick dessutom lysande recensioner och bland kritiker låg fokuset på Dean. Jack Moffitt på The Hollywood Reporter skrev:

"Filmsuccéns största och viktigaste tillgång är debutanten, i huvudrollen, en vacker och dynamisk ung skådespelare vid namn James Dean. Detta är pojken som är benägen att fängsla den typiska filmfantasten vare sig de gillar tragiska historier eller ej. Han är den ovanliga kombinationen av en ung skådespelare som är en fantastisk skådespelare och den problematiska motsvarigheten som blir symbolen för sin generation för missförstådda ungdomar. Han är den enda skådespelare jag sett som vore perfekt i rollen som Romeo. Det är oundvikligt att han kommer jämföras med Marlon Brando, även om han inte är en kopia av denna högst kapabla skådespelare."

### Ung rebell
Dean var snabb på att följa upp Öster om Eden med huvudrollen som Jim Stark i Ung rebell (1955). En film som blev mycket populär bland ungdomar antagligen då den blivit särskilt hyllad för sin träffsäkra skildring av tonårsångest. Än en gång blev Dean förknippad med Marlon Brando, som läste för rollen redan 1947 då filmbolaget köpt rättigheterna för Robert M. Lindners bok Rebel Without A Cause: The Hypnoanalysis Of A Criminal Psychopath från 1944 som filmen baseras på. Det har senare framkommit att Brando sökte en annan roll som inte var skriven än, men boken var tillgänglig vid läsningen. Uppläsningen från Brando finns med på extramaterialet på DVD-utgåvan till hans film Linje Lusta (1951).

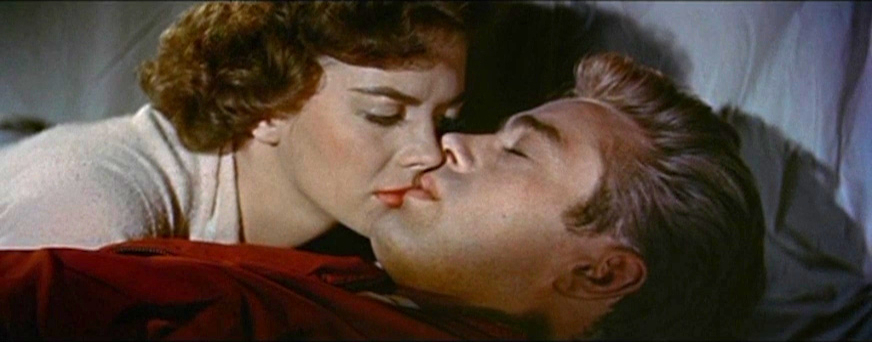
Natalie Wood och Dean i Ung rebell (1955).

Dean dog knappt en månad innan Ung rebell hade premiär och kom att bli hans mest hyllade roll trots att bland filmens tre Oscarsnomineringar fanns inte Dean med. Däremot blev hans båda medspelare Natalie Wood och Sal Mineo nominerade. Bland kritiker mottogs också filmen med svala recensioner men alla skådespelare blev hyllade. Om Dean skrev man i New York Herald Tribune: "Undantaget är Dean, den begåvade unga mannen som dog förra månaden. Hans sällsynta talang och lockande personlighet skiner även genom detta svulstiga melodrama." New York Daily News skrev om Dean: "Med total kontroll över sin karaktär, ger han en fin och känslig tolkning av en olycklig, ensam tonåring, plågad av vetskapen om hans känslomässiga instabilitet." Sedan 1990 är filmen förvarad i USA:s kongressbibliotek för dess kulturella, historiska och estetiska betydelse.

### Jättenoch planerade roller
Efter Öster om Eden och Ung rebell ville Dean undvika att bli typecastad som rebellisk tonåring likt Cal Trask och Jim Stark. Därför tog han rollen som Jett Rink, en rancharbetare i Texas som hittar olja och blir förmögen i den postumt utgivna Jätten (1956). I filmen får vi följa Jett Rink och ranchägaren Bick Benedict och hans fru Leslie, spelade av Rock Hudson och Elizabeth Taylor, genom ett par decennier. För att göra Dean äldre i den senare delen av filmen färgade man hans hår grått och rakade av delar av håret för att påvisa ett tillbakagående hårfäste.

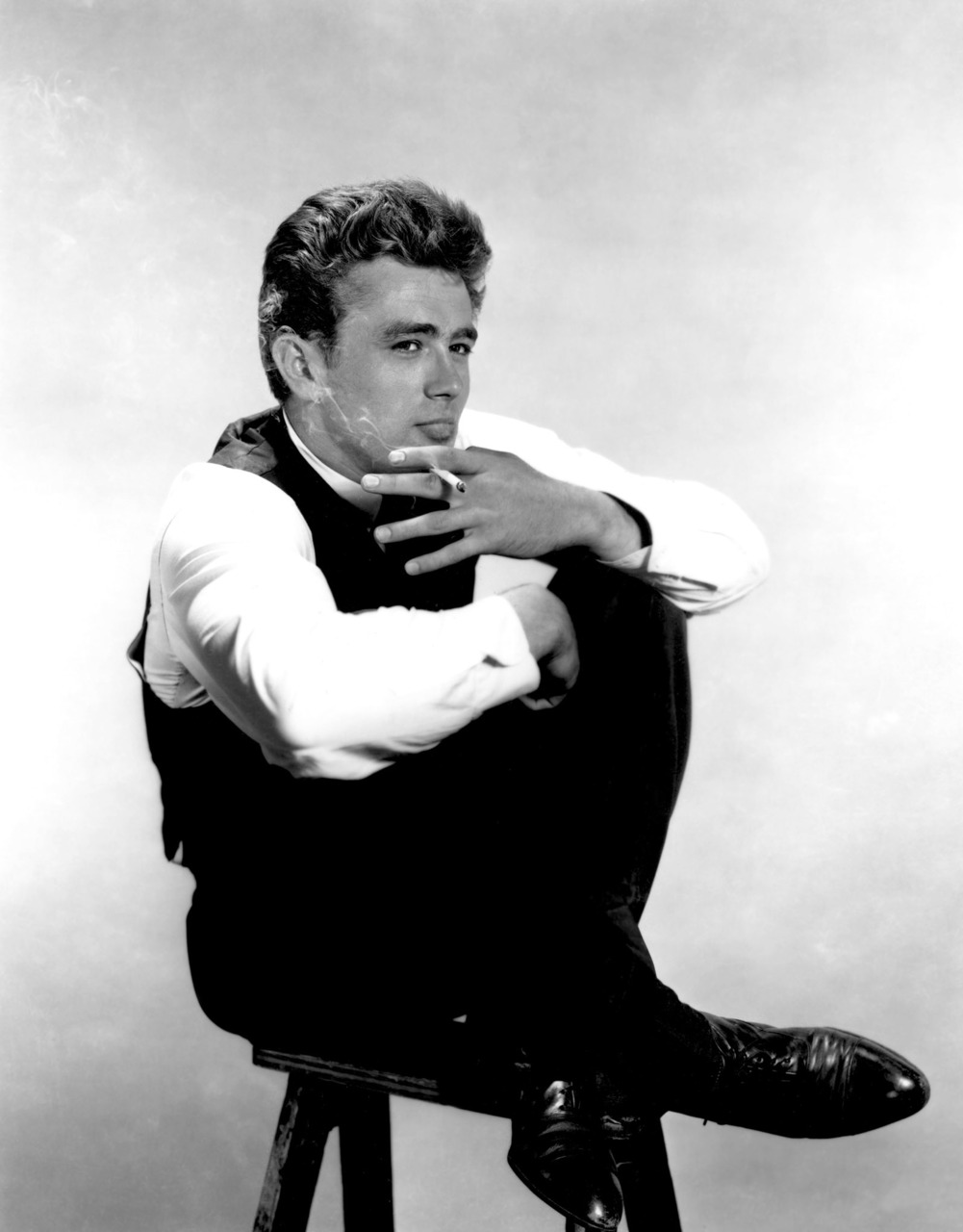
Dean, 1955.

Jätten kom att bli Deans sista film. I slutet av filmen var det meningen att Dean skulle hålla ett berusat tal på en bankett, vilket sedan dess kallats "den sista måltiden" eftersom det var den sista scenen som spelades in innan hans hastiga död. Efter en önskan om att göra scenen så realistisk som möjligt blev Dean full på riktigt och mumlade sig igenom replikerna. Regissören George Stevens som var noggrann med sitt arbete, klippte filmen i över ett år och tog beslutet att scenen behövde bli dubbad. Skådespelaren Nick Adams fick dubba den sista scenen för Dean och några andra scener där ljudet hade blivit dåligt upptaget.
Dean blev nominerad för sin andra postumt Oscar för Bästa manliga huvudroll, en bedrift han är helt ensam om. Filmen kom att bli unisont hyllad av kritiker och publik. Både Dean och Jätten skulle förbli relevanta så sent som 2022 då TV Guide skrev: "Hans [Deans] närvaro sprang iväg från filmen. Han framför rollen med sådan utstuderad maner av sin tid att resten av rollbesättningen verkar splittrad mellan avund på hans talang eller äcklade av hans njutning." Filmen sägs också ligga som förlaga till TV-serien Dallas (1978-1991) och Martin Scorsese har utnämnt den som en av sina favoritfilmer. Sedan 2005 är filmen förvarad i USA:s kongressbibliotek för dess kulturella, historiska och estetiska betydelse.
Efter Jätten var det meningen att Dean skulle spela huvudrollen som boxaren Rocky Graziano i dramat Gatans kung (1956). Istället fick Paul Newman rollen. Newman ersatte även Dean i TV-filmen Our Town (1955) där han medverkade tillsammans med Eva Marie Saint och Frank Sinatra. Regissören Arthur Penn hade också bokat Dean till att spela titelkaraktären i Billy the Kid (1958), en roll som även den gick till Newman. Något som fått filmvetare och journalister att spekulera i om Dean är ansvarig för Paul Newmans karriär. Enligt regissören Nicholas Ray, som gjorde Ung rebell skulle han också återförenas med Dean för filmen Heroic Love, som aldrig blev av.

## Död

### Bakgrund: intresse för motorsport

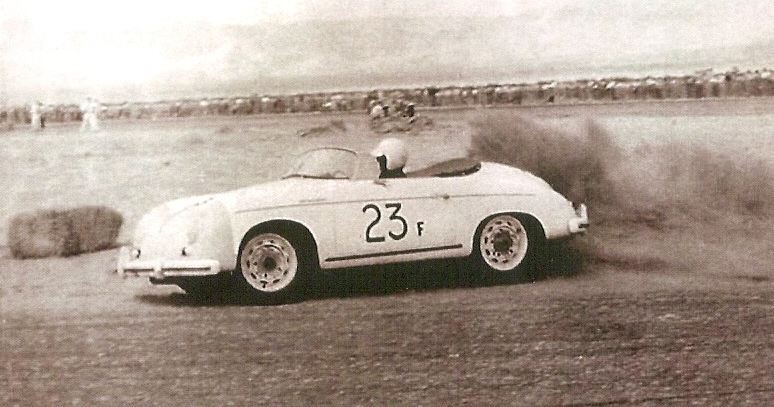
Dean i sin Porsche Speedster 23F på Palm Springs Races i mars 1955.

Dean blev under 1954 intresserad av att påbörja en karriär inom motorsport. Efter att inspelningarna med Öster om Eden var klara inhandlade han olika motorfordon däribland en Triumph Tiger T110 och en Porsche 356. I mars 1955, precis innan inspelningarna av Ung rebell skulle påbörjas tävlade han i sitt första professionella race på Palm Springs Road Races. Dean kom på första plats i nybörjarklassen och andra plats i huvudracet. En månad senare tävlade han i Bakersfield i Kalifornien och kom än en gång på första plats i sin egen klass och tredje plats i tabellen. Dean hade hoppats att få tävla i Indianapolis 500 men hans fullspäckade schema gjorde det omöjligt. Deans sista tävling var i Santa Barbara i Kalifornien den 30 maj 1955 där han aldrig slutförde tävlingen på grund av en trasig kolv. Hans korta karriär inom motorsport sattes på paus då hans kontrakt för Jätten förbjöd honom att tävla under inspelningen. Så fort alla scener var inspelade, var han fast besluten att tävla igen.

### Olyckan
Dean bytte in sin Porsche Super Speedster 23F mot en splitterny Porsche 550 Spyder och anmälde sig till Salinas Road Race som skulle äga rum den 1-2 oktober 1955. Tillsammans med stuntkoordinatorn Bill Hickman, fotografen Sanford Roth och mekanikern Rolf Wütherich begav sig Dean mot tävlingen den 30 september 1955. Wütherich hade uppmannat Dean att köra till tävlingen i sin nya bil, kallad "Little Bastard", från Los Angeles till Salinas för att köra in den, och åkte själv i passagerarsätet.

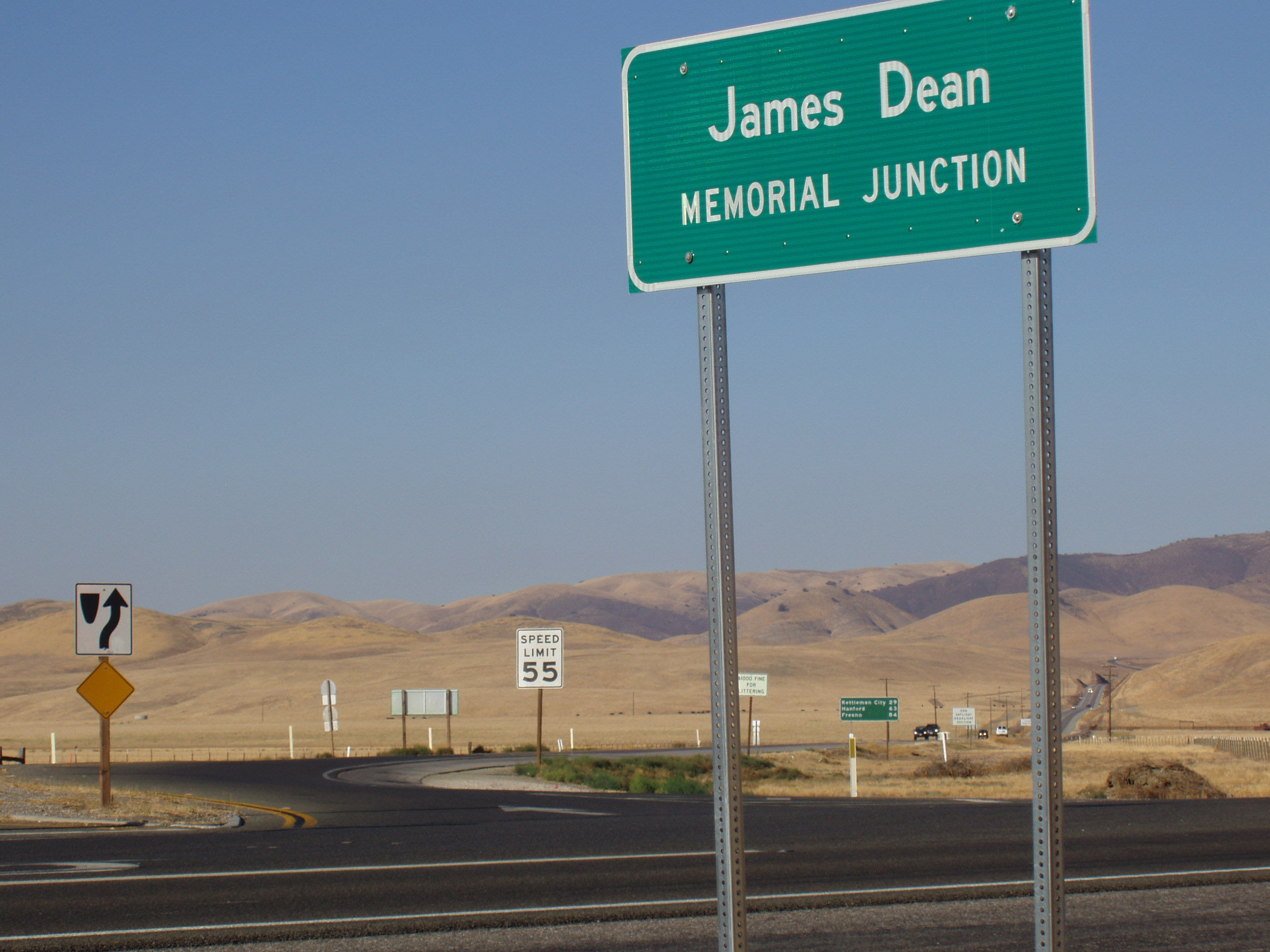
Korsningen mellan U.S. Route 466 och Highway 41 döptes om till "James Dean Memorial Junction". Även om den riktiga olycksplatsen är ungefär 30 m söder om korsningen på grund av ombyggnader.

Den 30 september färdades gruppen västerut längs U.S. Route 466, klockan 15.30 fick Dean en fortkörningsbot. Även Hickman fick en då han följde efter Dean i en annan bil. Runt 17.45, nära Cholame i Kalifornien körde en Ford Tudor framförd av den 23-åriga universitetstudenten Donald Turnupseed av motorvägen för att köra på Highway 41 mot Fresno. Turnupseed svängde vänster framför Porschen och Dean som inte hann bromsa i tid körde in i passagerarsidan av Forden, vilket resulterade i att Deans bil studsade av asfalten och körde av vägen. Deans passagerare Wütherich slungades ur Porschen medan Dean blev instängd av bilen och drog på sig flera livshotande skador – däribland en bruten nacke. Turnupseed fick bara milda skador.
Flera förbipasserande blev vittne till olyckan och stannade för att hjälpa, däribland en kvinna med erfarenhet inom sjukvård som tyckte sig känna en svag puls hos Dean. Dean förklarades död en kort stund efter ankomsten till Paso Robles War Memorial Hospital klockan 18.20.

### Efterspel

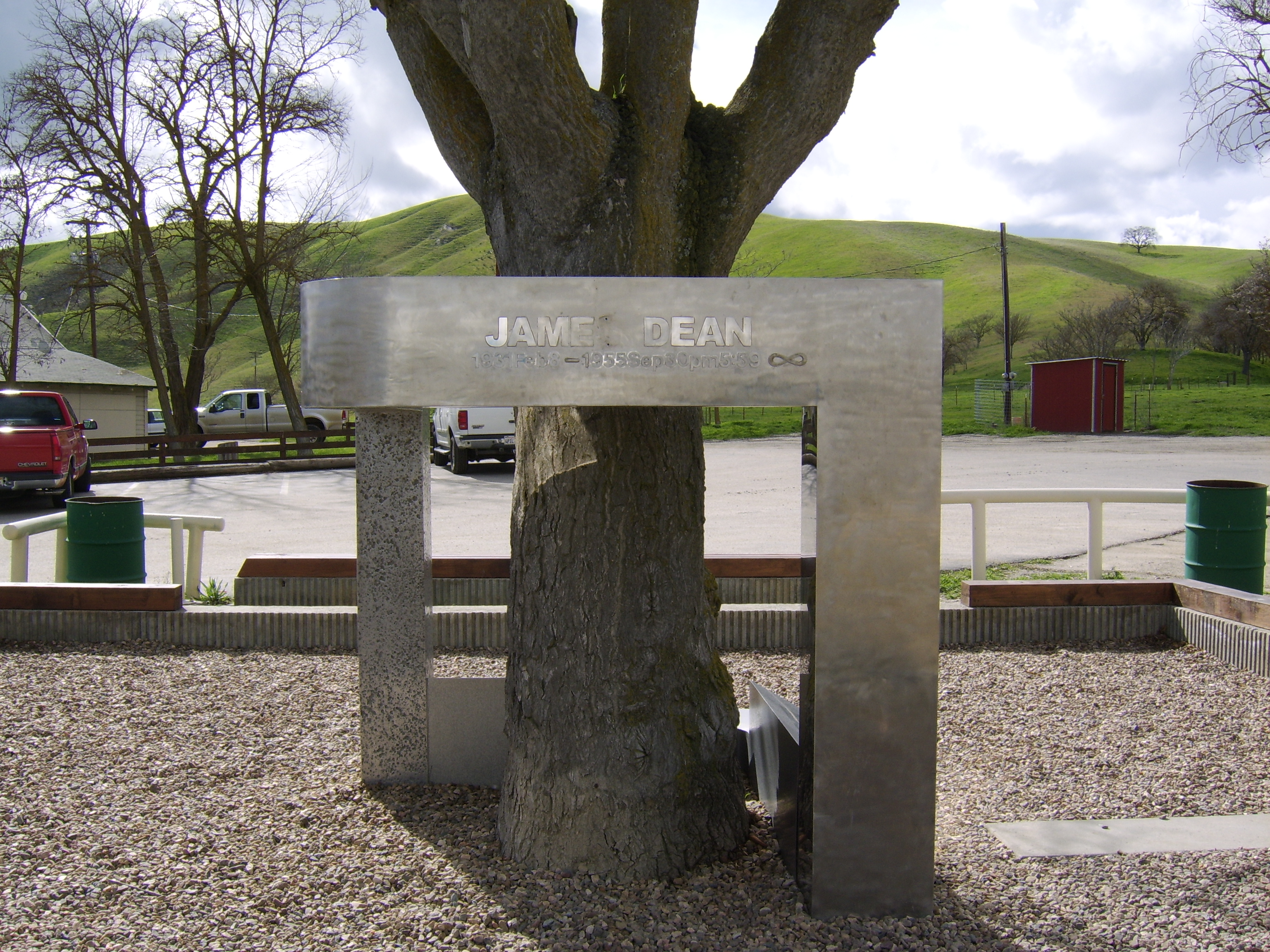
James Dean monumentet i Cholame.

Även om de officiella nyheterna om Deans död till en början spreds långsamt i tidningarna så spreds de snabbt via TV och radio.  Den 2 oktober hade nyheterna fått stor spridning runt om i världen och täcktes av mycket media. Deans begravning hölls den 8 oktober 1955 i Fairmount Friends Church i Fairmount. Begravningen skedde med stängd kista då Deans skador hade varit så omfattande. Uppskattningsvis medverkade 600 personer i kyrkan medan ytterligare 2 400 beundrare samlades utanför. Han är begravd i Park Cemetery i Fairmount.
En utredning mot Donald Turnupseed följde som menade att han inte var en bidragande faktor till olyckan. Även om han inte dömdes eller var skyldig till något brott har han sagt i en intervju att olyckan förföljt honom hela livet. Det var den enda intervju han gjorde om saken och han har levt ett tillbakadraget liv efter det. Det har byggts ett monument i Deans ära ungefär 800 m från olycksplatsen, finansierat av den japanska affärsmannen Seita Onishi.

## Eftermäle

### Inom film och TV
1960, 5 år efter sin död, fick James Dean en stjärna på Hollywood Walk of Fame. År 1999 utnämnde American Film Institute  honom till den 18:de bästa manliga skådespelaren inom den klassiska Hollywood-eran (1927-1960). De tre filmer som Dean hann ha huvudrollen i blev samtliga förvarade i USA:s kongressbibliotek för dess kulturella, historiska och estetiska betydelse. Dean blev en ikon och en skådespelare som tonåringar under 1950-talet identifierade sig med, särskilt med hans karaktär Jim Stark i Ung rebell. Filmen skildrar dilemmat om en typisk tonåring av sin tid som känner att ingen, inte ens hans föräldrar, kan förstå honom. Humphrey Bogart kommenterade Deans publika uppfattning och eftermäle: "Dean dog i precis rätt tid. Han lämnade en legend bakom sig. Om han hade funnits kvar hade han aldrig kunnat leva upp till sitt rykte".

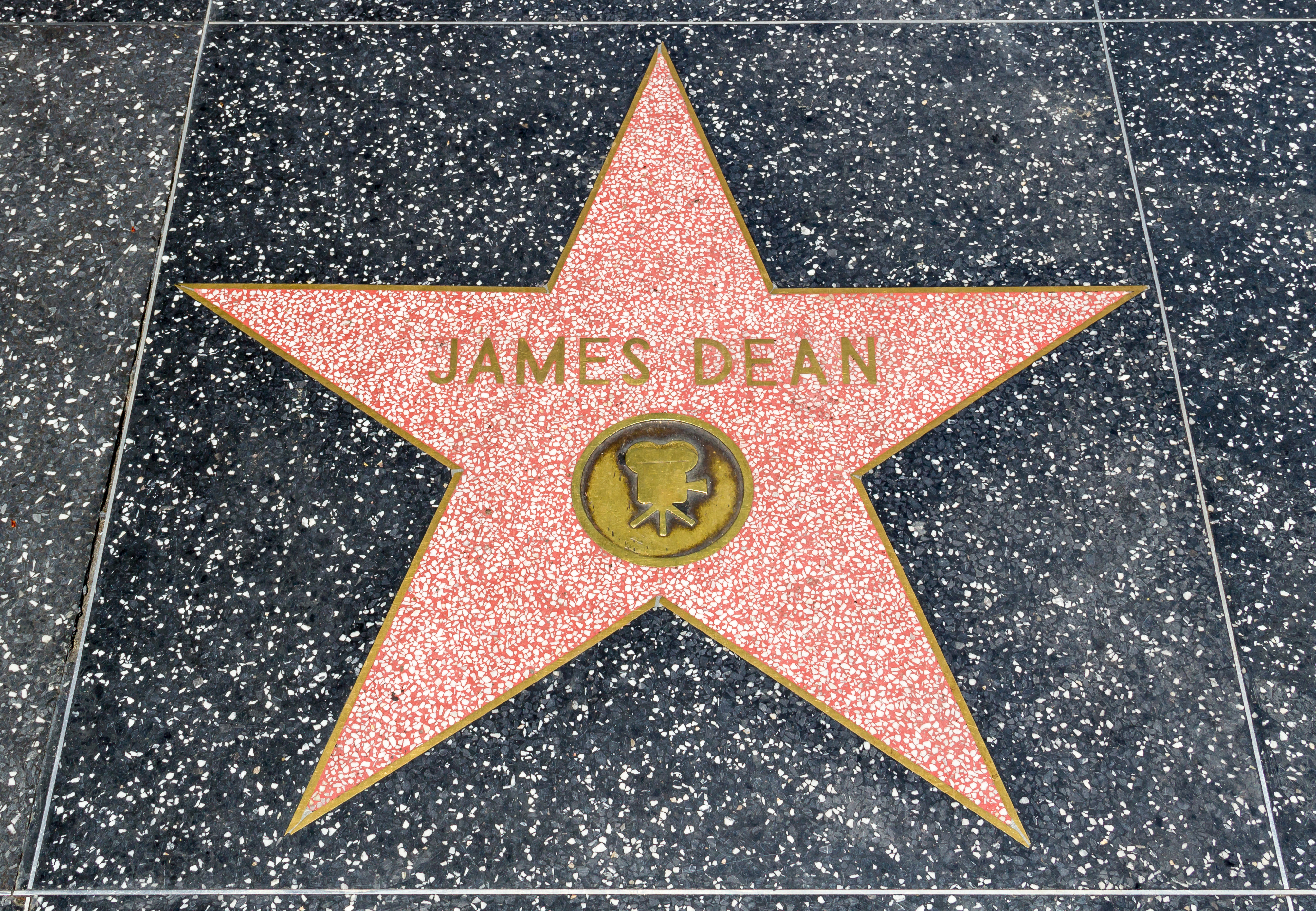
Deans stjärna på Hollywood Walk of Fame.

Författaren Joe Hyams skrev om Dean: "En av de sällsynta stjärnorna likt Rock Hudson och Montgomery Clift som både män och kvinnor finner sexig". Enligt professorn Marjorie Garber är det en kvalité som är: "det där odefinierbara extra som gör en stjärna". Deans dragningskraft har tillskrivits allmänhetens behov efter någon som står upp för de ungas berövade röst, men också ett utrymme för det androgyna som han utstrålade.
Dean har också blivit ett ämne för många TV-serier, filmer, böcker och pjäser. Filmen Idolen är död (1977) handlar om hur ett gäng karaktärer i en småstad reagerar på Deans död. Pjäsen Come Back to the Five and Dime, Jimmy Dean, Jimmy Dean skriven av Ed Graczyk skildrar en återförening av en grupp Dean-beundrare som samlas på 20 års dagen av hans död. Även om pjäsen blev dåligt mottagen och bara gick under 52 föreställningar så fick den en filmatisering 1982 i regi av Robert Altman. Under 2010 grävde TV-kanalen NBC fram ett avsnitt av General Electric Theater från 1954 där Dean spelar mot Ronald Reagan. Avsnittet visades i en retrospektiv TV-special om Reagan och Dean skulle stjäla all uppmärksamhet då scenerna blev omtalade och fick stor spridning i internationella medier. Det framkom senare att några klipp var bortklippta ur avsnittets ordinarie sändning och kom från dokumentären James Dean: Forever Young (2005).
James Deans dödsbo tjänar fortfarande omkring 5 miljoner per år nästan uteslutande på licensering. 2019 fick regissören Anton Ernst tillåtelse att göra en CGI-version på Dean för en krigsfilm kallad Finding Jack, baserad på romanen med samma namn av Gareth Crocker. En annan skådespelare skulle sedan imitera Deans röst. Filmen stötte på mycket motstånd inom branschen och blev aldrig av.
Martin Sheen är en skådespelare som ofta och väl hänvisar till James Dean som sin största influens. Om Deans inverkan på honom sade han: "Alla hans filmer hade en djupgående påverkan på mitt liv, i mitt arbete och på hela min generation. Han överskred filmisk skådespelande. Det var inte längre skådespel, det var mänskligt beteende." Sheens karaktär Kit Carruthers i Det grymma landet (1973) är helt baserad på Deans karaktärsdrag.
Robert De Niro har också nämnt Dean som en av sina influenser. Leonardo DiCaprio har även han krediterat Dean som både sin favoritskådespelare och sin största inspiration. När DiCaprio fick frågan om vilken skådespelarinsats som påverkat honom mest svarade han: "Jag kom ihåg att jag blev otroligt rörd av Jimmy Dean i Öster om Eden. Där var någonting så rått och kraftfullt med den insatsen. Hans sårbarhet, hans förvirring om sin historia, hans identitet och hans desperation efter att bli älskad. Det framträdandet bröt mitt hjärta."
Johnny Depp har sagt att det var Dean som var katalysatorn för att han ville bli skådespelare. Även Nicolas Cage ville bli skådespelare på grund av Dean. I en intervju sade han: "Jag började med skådespelande för jag ville vara James Dean. Jag såg honom i Ung rebell och Öster om Eden. Inget har påverkat mig – ingen rocklåt, ingen klassisk musik – så som Dean i Öster om Eden. Det blåste bort mig. Jag var liksom, det där vill jag göra!" Den bengaliske skådespelaren Salman Shah delar ett liknande öde som Dean, med en kort karriär, intresse för motorsport och dog också som 24-åring. I Bangladesh delar han också Deans ikonstatus och jämförs ofta med Dean.

### Inom ungdomskultur och musik
Flera kunniga inom kultur och musik har hävdat att Dean haft en ovanlig påverkan till utvecklingen av rock'n'roll musik. Enligt David R. Shumway, en forskare inom amerikansk kultur och teoretisk kultur på Carnegie Mellon University, så var Dean den första noterbara figuren inom ungdomsrevolt och "en föregångare för ungdomars identitetspolitik". Deans filmpersona, särskilt den i Ung rebell influerade Elvis Presley, Eddie Cochran, Gene Vincent och flera andra musiker som följde. Även författarna Lawrence Frascella och Al Weisel skrev i sin bok Live Fast, Die Young: The Wild Ride of Making Rebel Without a Cause: "Ironisk nog, trots att Ung rebell inte har någon rockmusik, kom filmens känslighet – särskilt den trotsiga attityden och oansträngda coolheten från James Den – att ha en stor påverkan på rock". Musiktidningar såg ofta Dean och rock som ofrånkomligt länkade. Musiktidningen Music Connection gick till och med så långt och kallade Dean för den första rockstjärnan.

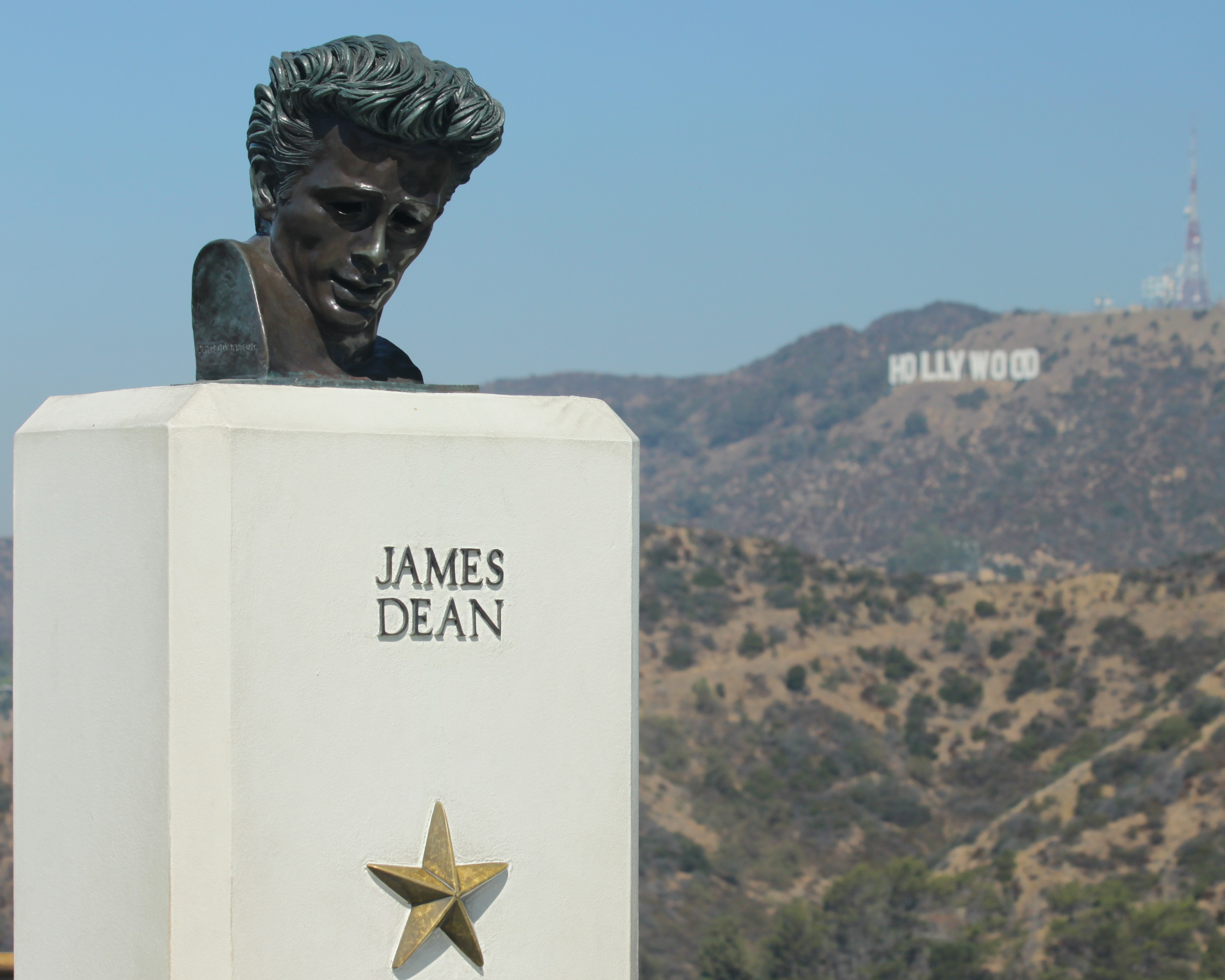
En bronsstaty på Dean skapad av skulptören Kenneth Kendall på Griffith Observatory i Los Angeles.

När rock'n'roll blev en revolutionär kraft som påverkade kulturen runt om i världen förärades Dean med en mytisk status som cementerade hans plats som en rockikon. Dean själv hade en bred musiksmak och lyssnade på allt ifrån traditionell afrikansk musik till modern klassisk musik som Stravinsky och Bartók samt samtida sångare som Frank Sinatra. Medan Dean på film tilltalade folk i alla åldrar och med alla sexualiteter så skulle Deans ungdomsrevolt bli en grogrund för flera generationer av ungdomar att efterlikna.
I sin bok The Origins of Cool in Postwar America beskriver Joel Dinerstein hur både Dean och Marlon Brando erotiserade den rebelliska arketypen i film och hur Elvis Presley följde efter, men inom musik. Dinerstein går vidare in på detalj om hur den erotiseringen påverkade tonårsflickor och deras sexualitet. Presley sade i en intervju: "Jag har studerat Marlon Brando och jag har studerat stackars Jimmy Dean. Jag har studerat mig själv och jag vet varför tjejer, särskilt de unga, gillar oss. Vi är trumpna, vi är grubblare och vi är något av odågor. Jag förstår det inte precis, men det är vad tjejer gillar hos män. Jag vet ingenting om Hollywood, men jag vet att du inte är sexig om du ler. Du kan inte vara en rebell om du flinar."
Dean och Presley blir ofta nämnda inom akademiska texter och journalismen som representanter för unga vita amerikaners frustration över sina föräldrars värderingar. De blir där avbildade som ungas outtröttliga avatarer till rock'n'rollens stil och attityd. Rockhistorikern Greil Marcus karaktäriserar dem som symboler för tonåringars lojala identitet och som idoler som ungdomar under 1950-talet kunde relatera till och imitera. I boken Lonely Places, Dangerous Ground: Nicholas Ray in American Cinema beskriver Paul Anthony Johnson Deans skådespel i Ung rebell som en modell för Presley, Buddy Holly och Bob Dylan. Som samtliga lånade element från Deans framträdande för att omsorgsfullt bygga sin egen stjärnpersona. Frascella och Weisel skrev: "När rock blev det definierade uttrycket bland unga på 1960-talet förmedlades Ung rebells influenser till en ny generation".
Flera rockmusiker som Buddy Holly, Bob Dylan och David Bowie har beskrivit Dean som en formativ inspiration. Manusförfattaren och skådespelaren Sam Shepard intervjuade Dylan 1986 där han berättar om hur viktig Dean var för Dylans tidiga karriär. Konversationen blev också en pjäs. Den unga folkmusikern försökte medvetet framställa Dean visuellt på sina omslag av albumen The Freewheelin' Bob Dylan (1963) och Highway 61 Revisited (1965). Dylans biografiförfattare Bob Spitz kallade honom för "James Dean med en gitarr". Dean har också inspirerat och figurerat i många texter inom rockmusiken däribland "A Young Man Is Gone" (1963) av The Beach Boys, "James Dean" (1974) av The Eagles och "James Dean" (1989) av Goo Goo Dolls. Han har fortsatt vara relevant inom musik även under 2000-talet i låtar som "Blue Jeans" (2012) av Lana Del Ray,  "Style" (2014) av Taylor Swift, "Ghost Town" (2015) av Adam Lambert och "Ordinary Life" (2016) av The Weeknd. Även den svenska gruppen Troll hade en hit med låten "Jimmy Dean" 1989.

### Inom mode
Deans signaturstil med jeans, vit T-shirt och en skinnjacka lämnade ett beständigt avtryck på ungdomskultur och inspirerade breda modetrender. I moderna tider har hans vanliga stil blivit en universell beståndsdel i mäns garderober. Stilen har också fortsatt påverka manligt mode vilket kan ses på flera kändisar.

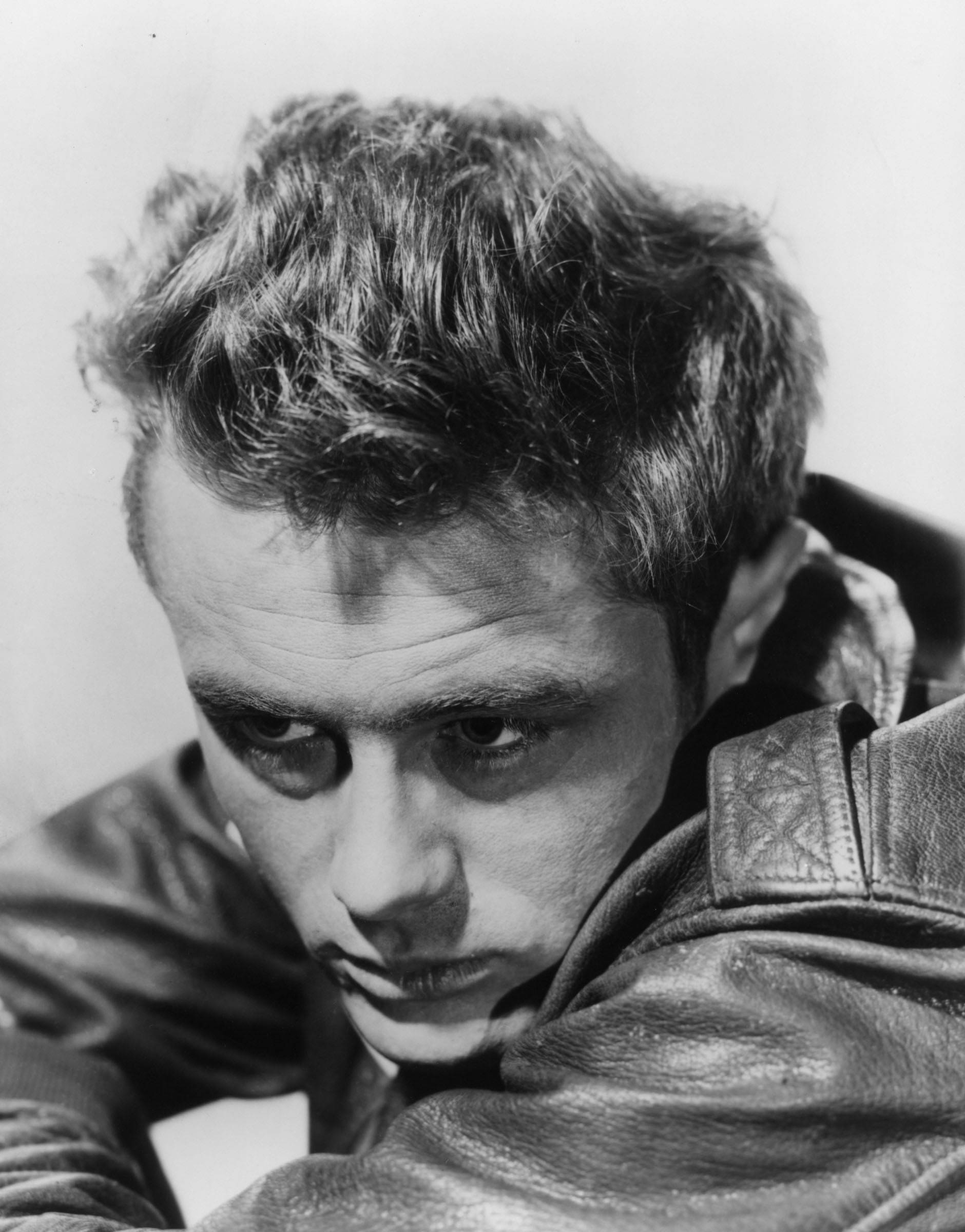
Dean, 1955 i sin ikoniska skinnjacka som lämnat ett starkt avtryck i modevärlden.

Dean har blivit utsedd till  "ALL TIME 100 Fashion Icons" av Time där man fokuserade på hans långvariga avtryck som stilikon och avtrycket på popkultur. Lyxföretaget Montblanc har också hedrat Dean inom sin kollektion "Great Characters" som hyllar inflytelserika figurer inom olika fält som haft ett ständigt intryck på kultur och samhälle. Modetidningen Harper's Bazaar listade Dean på första platsen när de 2024 listade de 50 hetaste männen genom tiderna.

## Sexualitet
Dean anses vara en sexuell ikon på grund av sin experimentella syn på livet, vilket även gällde hans ambivalenta syn på sexualitet. Av tidningen Gay Times blev han utsedd till tidernas största manliga gayikon. När han blev frågad om sin sexualitet svarade han: "Nej, jag är inte homosexuell. Men jag tänker inte heller gå genom livet med en hand bunden bakom ryggen."
Journalisten Joe Hyams har påstått att Dean var villig att ha sex med män som kunde avancera hans karriär. Han flyttade till exempel in hos Rogers Brackett, reklamaren och radiochefen som sedermera blev Deans agent, vilket ledde till spekulationer om att Dean hade sex med män som en slags byteshandel. William Bast har refererat till Dean som Bracketts "uppassare" och har berättat om att han såg en grotesk teckning med Bracketts huvud på en ödla i en av Deans anteckningsböcker. Om deras relation har Brackett sagt: "Mitt primära intresse i Jimmy var som skådespelare – hans talang var så uppenbar. Sekundärt, jag älskade honom och Jimmy älskade mig. Om det var en fader-son-relation så var den också något incestuös". Författaren James Warner Bellahs son James Bellah var vän med Dean på University of California och sade: "Dean var en utnyttjare. Jag tror inte han var homosexuell. Men om han kunde få något genom att spela ett spel... en gång, hos en agent, Dean berättade att han hade spenderat en sommar som professionell sommargäst på Fire Island". Skådespelaren Mark Rydell har också uttalat sig: "Jag tror inte han var väsentligt homosexuell. Jag tror han hade en väldigt stor aptit och att han utövade den."
Deans byteshandel har också blivit ifrågasatt av andra som skrivit biografier om honom. Författaren John Gilmore, som åkte motorcykel med Dean har påstått att han och Dean experimenterade med homosexuellt sex under flera tillfällen i New York. Han beskrev det som: "Stygga pojkar som spelar stygga pojkar medan de öppnar upp sin bisexuella sida." Gilmore sade senare att han trodde Dean var mer homosexuell än bisexuell.
Ung rebell regissören Nicholas Ray har sagt: "James Dean var inte straight, han var inte homosexuell, han var bisexuell. Det verkar förvirra människor eller så ignorerar de fakta. Några, eller de flesta, säger att han är heterosexuell, där är några bevis för det utöver hans dejtande med skådespelerskor i samma ålder. Andra säger nej, han var homosexuell och där är några bevis även för det, om man tänker på att det är svårare att få fram de bevisen. Men Jimmy själv sa mer än en gång att han gick åt båda hållen, så varför all denna mystik eller förvirring?" Skådespelaren Martin Landau som var en god vän med Dean och gick på Actors Studio ihop sade: "Flera personer sade att Dean var fast besluten att ta livet av sig själv. Inte sant. Flera homosexuella män har försökt påpeka att han är homosexuell. Inte sant. När jag och Jimmy träffades pratade vi om tjejer. Skådespelare och tjejer. Vi var barn i 20 års åldern. Det var vad vi strävade efter." Elisabeth Taylor som blivit en nära vän till Dean under inspelningen av Jätten sade i ett tal år 2000 att Dean var homosexuell. När journalisten Kevin Sessums därefter frågade om Deans sexualitet svarade Taylor: "Han hade inte bestämt sig. Han var 24 år när han dog. Men han var definitivt fascinerad av kvinnor. Han flörtade runt. Han och jag... gnistrade."

## Privatliv
Manusförfattaren William Bast var en av Deans närmsta vänner, vilket hans familjen har bekräftat. Bast och Dean var rumskamrater på University of California samt även i New York. De umgicks mycket under Deans sista fem år i livet. Under sin tid på universitetet gick han på träffar med skådespelaren Beverly Wills och sin klasskamrat Jeanette Lewis. Bast och Dean gick ofta på dubbelträffar med dem tills Wills ville träffa Dean ensam. Hon ska ha sagt till Bast: "Bill, där är något jag måste berätta. Det gäller Jimmy och mig. Jag menar, vi är kära." Wills avslutade relationen med Dean efter att han "exploderade" efter att en annan man bjudit upp henne till dans. Bast som skrev den första biografin om Dean bekräftade inte deras sexuella relation förrän 2006 med sin andra biografi Surviving James Dean. Där var Bast mer öppen och skrev att de hade varit sexuella partners en natt på ett hotell i Borrego Springs.
1996 berättade skådespelaren Liz Sheridan om hennes och Deans relation under 1952 och sade: "Det var magiskt, det var bådas första kärlek". Medan Dean bodde i New York introducerade hans vän Martin Landau honom för skådespelaren Barbara Glenn. De inledde en relation som ofta bröts upp fram och tillbaka i två år. 2011 såldes deras kärleksbrev för 36 000 dollar på auktion.
Tidigt i Deans karriär, precis när han skrivit på för studion Warner Bros, skapade studions PR-avdelning historier om Deans samband med unga skådespelerskor, ofta i samförstånd med deras och Deans gemensamma agent Dick Clayton. PR-avdelningen parade gärna ihop Dean med de två andra skådespelarna Rock Hudson och Tab Hunter som ett gäng "tillgängliga singelmän" som inte har haft tid att binda sig till en kvinna. De skickade mer än en gång ut pressmeddelanden om att ungkarlarna säger: "deras filmplaner ligger i rak konflikt med deras bröllopsplaner".
Dean träffade skådespelaren Pier Angeli när de båda spelade in filmer på Warner Bros område. Angeli spelade in Silverbägaren (1954) och de båda sågs byta smycken med varandra. Angeli beskrev deras tid ihop i en intervju 14 år efter deras relation tog slut: "Vi brukade åka ut till Kaliforniens kust i en stuga vid stranden tillsammans i hemlighet, långt ifrån nyfikna ögon. Vi spenderade mycket av tiden på stranden, bara sittandes eller busande precis som skolungdomar. Vi brukade prata om oss själva och våra problem, om filmerna och skådespelande, om livet och livet efter detta. Vi hade en komplett förståelse för varandra. Vi var som Romeo och Julia, tillsammans och oskiljaktiga. Ibland var vi så kära där på stranden att vi bara ville promenera ut i havet hand i hand för då visste vi att vi alltid skulle vara tillsammans". Dean sade om Angeli: "Allting med Pier är vackert, särskilt hennes själ. Hon behövde inte vara uppklädd. Hon behövde inte göra eller säga något. Hon är bara underbar som hon är. Hon har en sällsynt insikt om livet."

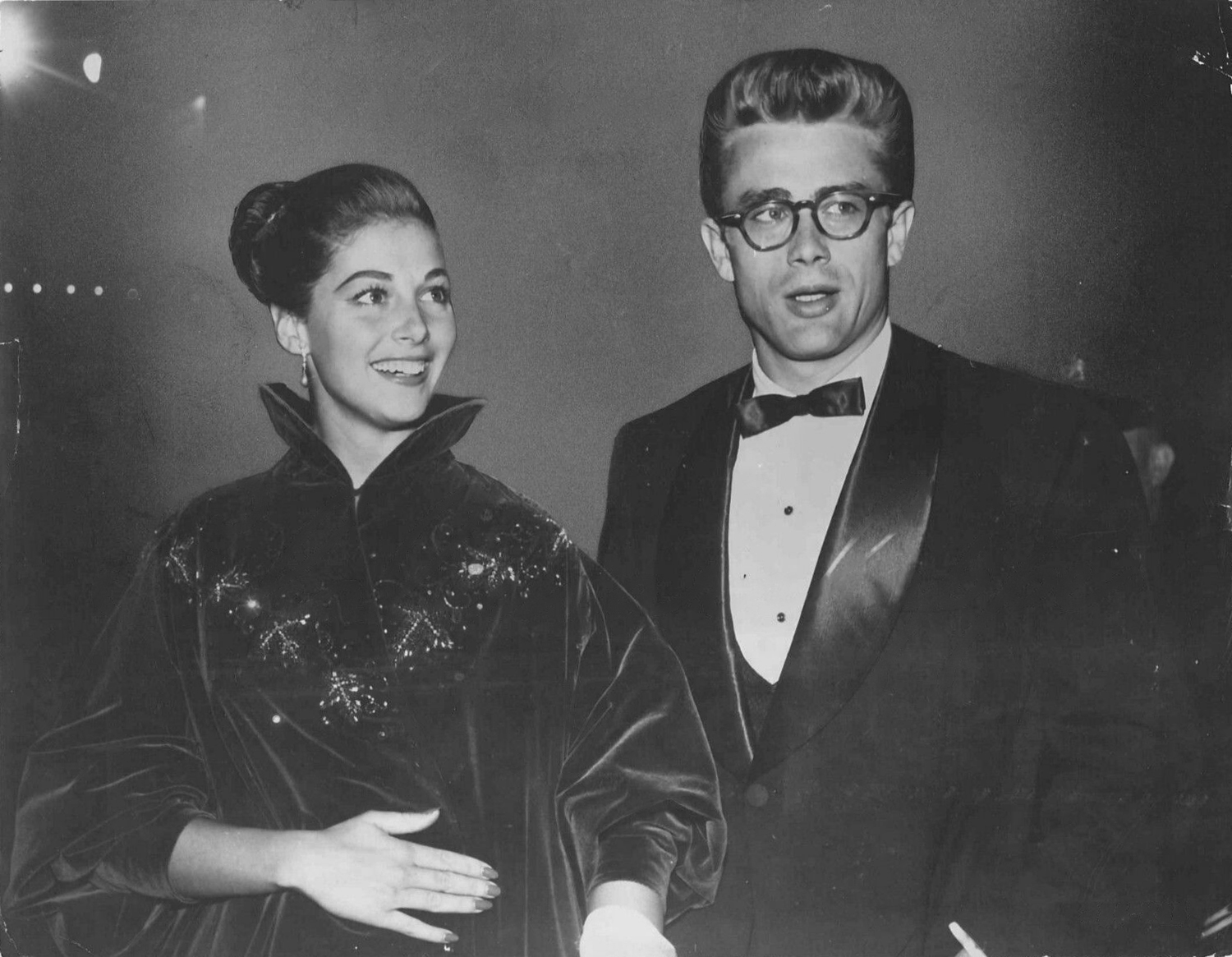
Pier Angeli och Dean på premiären av En stjärna föds (1954).

Det har spekulerats mycket om varför förhållandet mellan Dean och Angeli tog slut. Utåt sett uppfattades dem som mycket förälskade och många tror att det fanns faktorer utanför dem själva som splittrade paret. Angelis mor ska ha ogillat Dean för att han inte var katolik och över hans klädstil, något som hon menade inte hade uppskattats i Italien. Samtidigt ska filmstudion Warner Bros ha försökt övertala Dean att inte gifta sig med Angeli. Han ska ha sagt till Angeli att han inte ville gifta sig. Hans medskådespelare från Öster om Eden, Richard Davalos påstod tvärtom att Dean ville gifta sig med Angeli och hade accepterat att deras eventuella barn uppfostrades katolskt. Bland Deans tillhörigheter hittades en pamflett om vigselförrättning där han skrivit "Pier" på en bild om hur ett äktenskapsbevis kan se ut.
William Bast och Paul Alexander trodde deras förhållande bara var en PR-kampanj. Regissören Elia Kazan avvisade tanken på att Dean kunde behålla en flickvän i sina memoarer. Även om han en gång hörde paret ha sex i Deans loge. Kazan har också sagt om Dean: "Han hade alltid tveksamma förhållanden med sina flickvänner". Angeli uttalade sig bara i en enda intervju om deras förhållande vilket både författaren John Howlett och Bast påstod vara önsketänkande fantasier. Strax efter inspelningarna av Öster om Eden var färdiga reste Dean till New York i oktober 1954. Medan han var iväg annonserade Angeli en oväntad förlovning med sångaren Vic Damone. Media delade med sig av sin chock och Dean av sin irritation. Angeli gifte sig med Damone månaden efter. Skvallerpressen rapporterade om att Dean hade iakttagit bröllopet från andra sidan gatan på sin motorcykel och även att han gjort oljud under ceremonin. Dean förnekade att han skulle göra något så "dumt". Angeli som senare skillde sig från Damone och senare även sin andra man, filmkompositören Armando Trovajoli, ska ha sagt till sina vänner under sina sista år i livet att Dean var hennes stora kärlek. Hon dog av en barbiturater-överdos 1971, 39 år gammal.
Dean träffade även den schweiziska skådespelaren Ursula Andress. Enligt författaren Darwin Porter sågs hon åka bakpå Deans motorcykel. Hon sågs också vara med när Dean köpte bilen han dog i.
1974 kom dokumentären James Dean Remembered som framhävde betydelsefulla ögonblick i Deans karriär och innehöll intervjuer med framstående figurer som Sammy Davis Jr, Natalie Wood, Sal Mineo och Leonard Rosenman. Rosenman hävdade i dokumentären att beundrare till Dean drogs till de egenskaper som Dean avskydde med sig själv så som hans rebelliska och excentriska framtoning. Han betonade att Dean hellre hade en djupgående önskan efter lugn och intellektuell utveckling. Samtidigt som han kände sig påtvingad att efterlikna en rebellisk persona i likhet med Marlon Brandos karaktär i Vild ungdom (1953) så ville han inget hellre än att distansera sig från densamma personan. Vilket fick honom att söka sig till terapi. Wood berättade även hon om Deans beteenden i dokumentären och föreslog att han hade ett starkt emotionellt behov för sina kontakter snarare än att han var rebellisk. Hon tyckte sig märka av att han sökte efter kärlek, uppmärksamhet och ett behov att bli lyssnad på. Trots att Dean uppfattades som excentrisk och nonkonformist pekade Wood på att många av hans handlingar – som att undvika att klä upp sig och sociala tillställningar – är helt normalt idag. Hon kännetecknade honom med följande: "Jag tror inte han var så intresserad av droger eller något annat konstigt. Jag tror han var en väldigt hälsosam ung man... väldigt vresig och poetisk."

## Filmografi

### Film
| År   | Titel               | Roll              | Notering         |
| ---- | ------------------- | ----------------- | ---------------- |
| 1951 | Bajonett på!        | Doggie            | Okrediterad      |
| 1952 | Akta dej för sjömän | Boxningstränare   | Okrediterad      |
| 1952 | Storstadsmarodörer  | Kopieringspojke   | Okrediterad      |
| 1952 | Dollarflickan       | Ungdom vid fontän | Okrediterad      |
| 1953 | En chans på tusen   | Fotbollspublik    | Okrediterad      |
| 1955 | Öster om Eden       | Cal Trask         | Första huvudroll |
| 1955 | Ung rebell          | Jim Stark         | Postumt utgiven  |
| 1956 | Jätten              | Jett Rink         | Postumt utgiven  |

### TV
| År        | Titel                           | Roll            | Notering                                                     |
| --------- | ------------------------------- | --------------- | ------------------------------------------------------------ |
| 1951      | Family Theater                  | Johannes        | Avsnitt: "Hill Number One: A Story of Faith and Inspiration" |
| 1951      | The Bigelow Theatre             | Hank            | Avsnitt: "T.K.O."                                            |
| 1951      | The Stu Erwin Show              | Randy           | Avsnitt: "Jackie Knows All"                                  |
| 1952      | CBS Television Workshop         | G.I.            | Avsnitt: "Into the Valley"                                   |
| 1952      | Hallmark Hall of Fame           | Bradford        | Avsnitt: "Forgotten Children"                                |
| 1952      | The Web                         | Sig själv       | Avsnitt: "Sleeping Dogs"                                     |
| 1952      | Lux Video Theatre               | Ken Carpenter   | Avsnitt: "The Foggy, Foggy Dew"                              |
| 1952-1953 | Kraft Television Theatre        | Olika roller    | 3 avsnitt                                                    |
| 1953      | The Kate Smith Hour             | Budbärare       | Avsnitt: "The Hound of Heaven"                               |
| 1953      | You Are There                   | Robert Ford     | Avsnitt: "The Capture of Jesse James"                        |
| 1953      | Treasury Men in Action          | Olika roller    | 2 avsnitt                                                    |
| 1953      | Tales of Tomorrow               | Ralph           | Avsnitt: "The Evil Within"                                   |
| 1953      | Studio One                      | Olika roller    | 3 avsnitt                                                    |
| 1953      | The Big Story                   | Rex Newman      | Avsnitt: "Rex Newman, Reporter for the Globe and News"       |
| 1953      | Omnibus                         | Bronco Evans    | Avsnitt: "Glory in the Flower"                               |
| 1953      | The Campbell Playhouse          | Olika roller    | 2 avsnitt                                                    |
| 1953      | Armstrong Circle Theatre        | Joey Frasier    | Avsnitt: "The Bells of Cockaigne"                            |
| 1953      | Robert Montgomery Presents      | Paul Zalinka    | Avsnitt: "Harvest"                                           |
| 1953-1954 | Danger                          | Olika roller    | 4 avsnitt                                                    |
| 1954      | The Philco Television Playhouse | Rob             | Avsnitt: "Run Like a Thief"                                  |
| 1954      | General Electric Theater        | Olika roller    | 2 avsnitt                                                    |
| 1955      | Lux Video Theatre               | Jay Jackson     | Avsnitt: "The Life of Emile Zola"                            |
| 1955      | The United States Steel Hour    | Fernand Lagarde | Avsnitt: "The Thief"                                         |
| 1955      | Schlitz Playhouse of Stars      | Jeffrey Latham  | Avsnitt: "The Unlighted Road"                                |

### Teater
| År   | Titel                  | Roll                   | Teater                                       |
| ---- | ---------------------- | ---------------------- | -------------------------------------------- |
| 1952 | See the Jaguar         | Wally Wilkins          | Cort Theatre, New York (Broadway)            |
| 1952 | Förvandlingen          | Konstantin Treplev     | The Village Theatre, New York (Off-Broadway) |
| 1953 | The Scarecrow          | The Image in the Glass | Theatre de Lys, New York (Off-Broadway       |
| 1954 | Den omoraliske         | Bachir                 | Royale Theater, New York (Broadway)          |
| 1954 | Kvinnorna från Trachis |                        | Cherry Lane Theater, New York (Off-Broadway) |